# النطاق فائق العرض

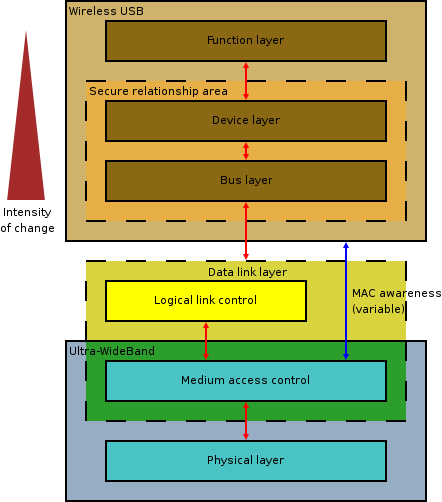
مكدس بروتوكول USB اللاسلكي، ويظهر في الرسم العلاقة بين طبقات البروتوكول والنطاق فائق العرض وكذا الاختلاف في التشغيل بين طبقات الـ USB السلكي واللاسلكي

النطاق فائق العرض [UWB] وهو اختصار لـ Ultra-wideband أو النطاق الترددي فائق العرض . هي تقنية راديوية مستحدثه.
- مبدأ العمل: إنّ موجات الراديو المرسلة تتكوّن من موجة حاملة وإشارة منقولة. والموجة الحاملة هي التي تنقل الإشارة، أما الإشارة المنقولة فهي البيانات التي يتم إرسالها ونقلها. والبيانات تحمل على الموجة الحاملة بواسطة عملية التضمين الترددي «Frequency Modulation» الذي يجعل الموجة الحاملة تنشر معدل معلومات الإشارة نفسه.

ويُعرف هذا بنظام راديو الانتشار الطيفي. ولكن في نظام النطاق فائق العرض «UWB» يتم الاستغناء عن الموجة الحاملة، لأنّ هذه التقنية تستخدم الطيف الراديوي كله وليس شريحة صغيرة منه كما في التقنيات السابقة.
فالإشارة في نظام النطاق فائق العرض «UWB» ترسل في شكل نبضات بمعدل 40 مليون نبضة في الثانية، وتحتاج إلى مستقبلات خاصة، وحدها قادرة على فك كود هذه الإشارات.
- مشكلات وحلول: نظراً إلى أنّ تقنية النطاق فائق العرض «UWB» تستخدم الطيف الراديوي كله وليس شريحة صغيرة منه، برزت مشكلة جديدة، وهي التداخل بين إشارات «UWB» وإشارات الراديو والتلفزيون.

ولحلّ هذه المشكلة، خُفِّضت قوة هذه الإشارات إلى أدنى مستوى ممكن، بحيث وصلت إلى 50 جزءاً من مليون من الواط في «UWB». وهذه القدرة المنخفضة جعلت مدى انتشار هذه الإشارات لا يزيد عن أمتار عدة، ولهذا فإنّ استخدام هذه التقنية سيكون مقتصراً على الشبكات المحلية الداخلية.